# Kateryna Baindl
Kateryna Ihoriwna Baindl (z domu Kozłowa, ukr. Катерина Ігорівна Баіндль; ur. 20 lutego 1994 w Mikołajowie) – ukraińska tenisistka.

## Kariera tenisowa
Zawodniczka występująca głównie w turniejach ITF. Występy w zawodowych turniejach rozpoczęła w październiku 2008 roku, biorąc udział dzięki dzikiej karcie w turnieju rangi ITF w Charkowie. W swoim debiucie przegrała już w pierwszej rundzie i to zarówno w grze pojedynczej, jak i podwójnej. Rok później, na tym samym turnieju, dotarła do ćwierćfinału singla i finału debla, a w 2010 roku, również w Charkowie, odniosła swoje pierwsze turniejowe zwycięstwo, wygrywając turniej gry podwójnej (w parze z Eliną Switoliną). W 2012 roku wygrała swój pierwszy turniej w grze pojedynczej. W sumie na swoim koncie ma pięć wygranych turniejów singlowych i trzynaście deblowych rangi ITF.
We wrześniu 2012 roku wzięła po raz pierwszy udział w kwalifikacjach do turnieju WTA w Taszkencie, ale przegrała w pierwszej rundzie z Ałłą Kudriawcewą.
6 kwietnia 2015 po raz pierwszy w karierze znalazła się w czołowej setce kobiecej klasyfikacji, zajmując 100. miejsce w światowym rankingu WTA singlistek.
W maju 2015 ogłoszono, iż w próbce moczu pobranej od zawodniczki w lutym 2015 wykryto niedozwolony środek z grupy stymulantów, dimetylobutyloaminę. Na Ukrainkę nałożono kary półrocznej dyskwalifikacji (do 15 sierpnia 2015) oraz odebrania punktów i nagród pieniężnych wywalczonych po 16 lutego.

## Finały turniejów WTA
| Legenda                     | Legenda |
| --------------------------- | ------- |
| Wielki Szlem                |         |
| Igrzyska olimpijskie        |         |
| WTA Tour Championships      |         |
| 2009 – 2020                 |         |
| WTA Premier Mandatory       |         |
| WTA Premier 5               |         |
| WTA Premier                 |         |
| WTA International Series    |         |
| WTA 125K series (2012–2020) |         |
| od 2021                     |         |
| WTA 1000 (obowiązkowe)      |         |
| WTA 1000 (nieobowiązkowe)   |         |
| WTA 500                     |         |
| WTA 250                     |         |
| WTA 125                     |         |

### Gra pojedyncza 2 (0–2)
| Końcowy wynik | Nr | Data          | Turniej   | Nawierzchnia | Przeciwniczka      | Wynik finału  |
| ------------- | -- | ------------- | --------- | ------------ | ------------------ | ------------- |
| Finalistka    | 1. | 4 lutego 2018 | Tajpej    | Twarda       | Tímea Babos        | 5:7, 1:6      |
| Finalistka    | 2. | 23 lipca 2023 | Budapeszt | Ceglana      | Marija Timofiejewa | 3:6, 6:3, 0:6 |

## Finały turniejów WTA 125

### Gra pojedyncza 2 (1–1)
| Końcowy wynik | Nr | Data              | Turniej | Nawierzchnia | Przeciwniczka    | Wynik finału     |
| ------------- | -- | ----------------- | ------- | ------------ | ---------------- | ---------------- |
| Zwyciężczyni  | 1. | 10 września 2017  | Dalian  | Twarda       | Wiera Zwonariowa | 6:4, 6:2         |
| Finalistka    | 1. | 13 listopada 2022 | Colina  | Ceglana      | Majar Szarif     | 6:3, 6:7(3), 5:7 |

## Wygrane turnieje rangi ITF
| turnieje z pulą nagród 100 000 $ |
| turnieje z pulą nagród 75 000 $  |
| turnieje z pulą nagród 50 000 $  |
| turnieje z pulą nagród 25 000 $  |
| turnieje z pulą nagród 15 000 $  |
| turnieje z pulą nagród 10 000 $  |

### Gra pojedyncza
|    | Data       | Turniej   | Kat. | ($)    | Naw.   | Finalistka           | Wynik            |
| 1. | 01/07/2012 | Stuttgart | ITF  | 25 000 | ziemna | Florencia Molinero   | 3:6, 7:5, 6:4    |
| 2. | 18/08/2012 | Kazań     | ITF  | 50 000 | twarda | Tara Moore           | 6:3, 6:3         |
| 3. | 22/09/2012 | Szymkent  | ITF  | 25 000 | twarda | Anna Danilina        | 6:3, 4:6, 6:4    |
| 4. | 06/06/2014 | Versmold  | ITF  | 50 000 | ziemna | Richèl Hogenkamp     | 6:4, 6:7(3), 6:1 |
| 5. | 09/07/2017 | Rzym      | ITF  | 60 000 | ziemna | Mariana Duque Mariño | 7:6(6), 6:4      |